# Geilolie
Geilolie är ett bostadsområde och en tidigare tätort i Hols kommun i Buskerud fylke i östra Norge. Området ligger vid fylkesväg 40, sydöst om centrala Geilo.
Sedan 2023 räknas bebyggelsen i området som en del av tätorten Geilo.